# Seznam obcí Užské župy
Seznam obcí ležících na území slovenské části bývalé Užské župy. Obce jsou rozdelené podle současných okresů a uvedené pod současným názvem. 
Okres Michalovce
- Města: Veľké Kapušany
- Obce: Bajany, Beša, Budince, Čečehov, Čičarovce, Čierne Pole, Hažín, Hnojné, Iňačovce, Ižkovce, Jastrabie pri Michalovciach, Jovsa, Kaluža, Kapušianske Kľačany, Klokočov, Krišovská Liesková, Kusín, Lúčky, Palín, Pavlovce nad Uhom, Poruba pod Vihorlatom, Ptrukša, Ruská, Senné, Stretava, Stretavka, Trnava pri Laborci, Veľké Slemence, Vinné, Vojany, Vysoká nad Uhom, Zalužice, Závadka, Zemplínska Široká

Okres Sobrance
- Města: Sobrance
- Obce: Baškovce, Beňatina, Bežovce, Blatná Polianka, Blatné Remety, Blatné Revištia, Bunkovce, Fekišovce, Hlivištia, Horňa, Husák, Choňkovce, Jasenov, Jenkovce, Kolibabovce, Koňuš, Koromľa, Krčava, Kristy, Lekárovce, Nižná Rybnica, Nižné Nemecké, Orechová, Ostrov, Petrovce, Pinkovce, Podhoroď, Porostov, Porúbka, Priekopa, Remetské Hámre, Ruskovce, Sejkov, Svätuš, Tašuľa, Tibava, Úbrež, Veľké Revištia, Vojnatina, Vyšná Rybnica, Vyšné Nemecké, Vyšné Remety, Záhor